# Меджик мюзик
Меджик мюзик е бивша българска музикална компания, която продуцира попфолк изпълнители. Компанията е създадена през 1995 г. в Плевен от Александър Гошев.

## Изпълнители

### Солови изпълнители
- Антонела
- Бай Муцан
- Валентина[2]
- Ива
- Исмералда[1]
- Каролина[2]
- Красимир Христов
- Мариана Славова[1]
- Мечо[2]
- Ники[2]
- Никсън[2]
- Оги
- Самир
- Соня Балевска
- Стефани[2]
- Хари Христов

### Оркестри, дуети и групи
- формация Елит
- орк. Ориентал
- орк. Супер Експрес
- орк. Теодорос
- орк. Тръстеник